# Uroš Kovačević

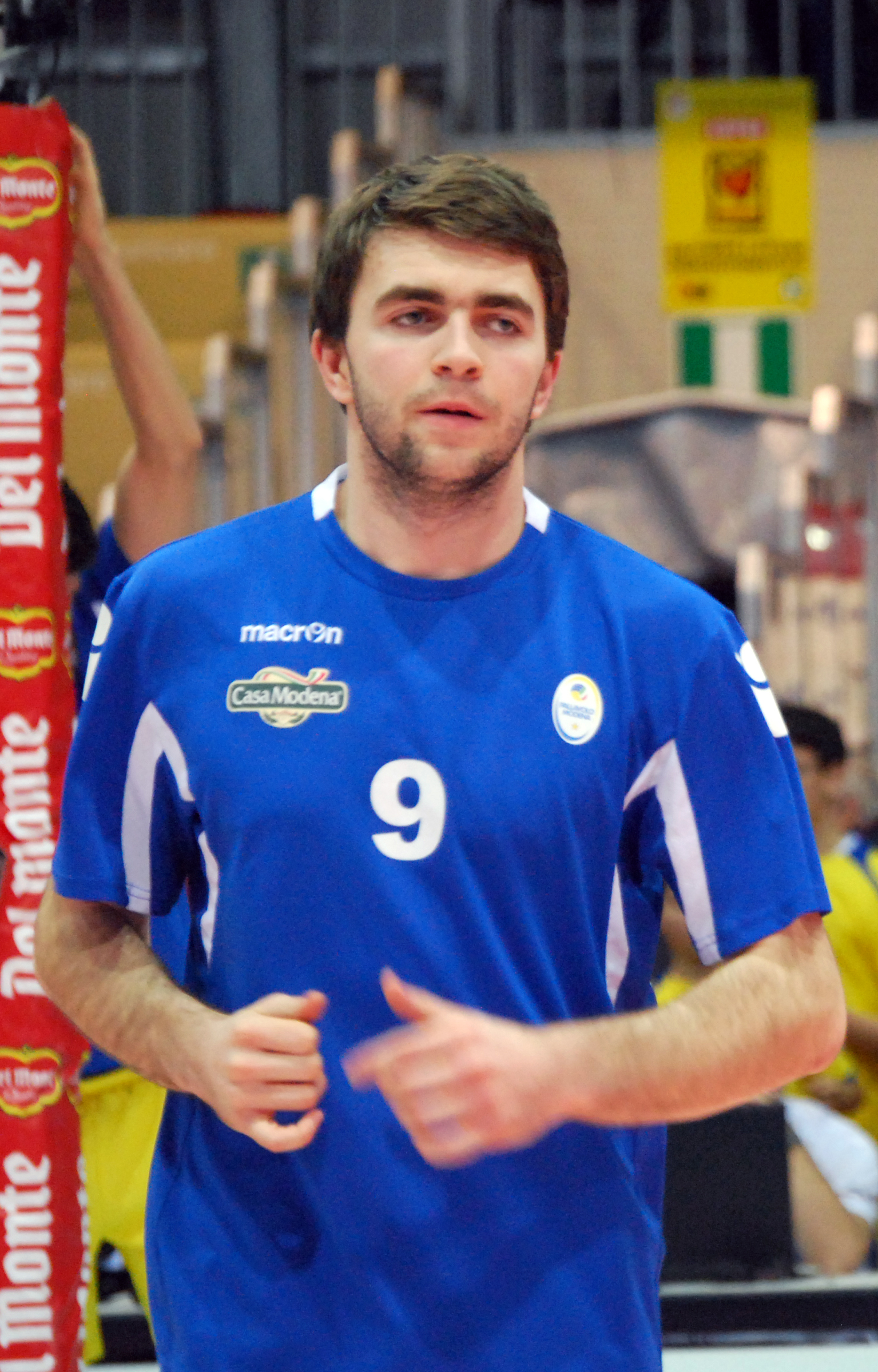
Uroš Kovačević zawodnikiem Casy Modena w sezonie 2012/2013

Uroš Kovačević (ur. 6 maja 1993 w Kraljevie) – serbski siatkarz, reprezentant kraju, grający na pozycji przyjmującego. 
Jego starszym bratem jest Nikola Kovačević, również siatkarz i reprezentant Serbii.
13 stycznia 2023 roku urodziła się jego córka o imieniu Mila. W 2024 roku przyszła na świat jego córka Nika. Jego żona ma na imię Nicoleta.
W meczu ligowym 18. kolejki PlusLiga (2021/2022) w meczu z Cuprum Lubin występował jako rozgrywający oraz w 19. kolejce w meczu z Cerradem Enea Czarni Radom, gdyż obaj nominalni rozgrywający drużyny z Zawiercia byli kontuzjowani.

## Sukcesy reprezentacyjne
| Osiągnięcie                 | Trofeum        | Rok             |
| Mistrzostwa Świata Kadetów  | złoto          | 2009, 2011      |
| Mistrzostwa Europy Kadetów  | złoto · srebro | 2011 2009       |
| Mistrzostwa Europy Juniorów | brąz           | 2010            |
| Mistrzostwa Świata Juniorów | brąz           | 2011            |
| Mistrzostwa Europy          | złoto · brąz   | 2011, 2019 2017 |
| Mistrzostwa Świata U-23     | srebro         | 2013            |
| Liga Światowa               | złoto · srebro | 2016 2015       |

## Sukcesy klubowe
| Klub                       | Osiągnięcie                     | Trofeum        | Sezon/Rok            |
| OK Ribnica Kraljevo        | Liga serbska                    | srebro         | 2006/2007            |
| ACH Volley Bled            | Liga słoweńska                  | złoto          | 2010/2011, 2011/2012 |
| ACH Volley Bled            | Puchar Słowenii                 | złoto          | 2011/2012            |
| ACH Volley Bled            | MEVZA - Liga Środkowoeuropejska | złoto · srebro | 2010/2011 2011/2012  |
| Casa Modena                | Puchar Włoch                    | złoto          | 2014/2015            |
| Casa Modena                | Liga włoska                     | srebro         | 2014/2015            |
| Marmi Lanza Werona         | Puchar Challenge                |                | 2015/2016            |
| Al-Arabi SC                | Klubowe Mistrzostwa Azji        | srebro         | 2016                 |
| Diatec Trentino            | Klubowe Mistrzostwa Świata      | złoto          | 2018                 |
| Diatec Trentino            | Puchar CEV                      |                | 2018/2019            |
| Beijing Baic Motors        | Liga chińska                    | złoto          | 2020/2021            |
| Aluron CMC Warta Zawiercie | Liga polska                     | brąz           | 2021/2022            |

## Nagrody indywidualne
- 2011: Najlepszy młody sportowiec w Serbii
- 2011: MVP, najlepszy atakujący i punktujący Mistrzostw Europy Kadetów
- 2011: MVP Mistrzostw Świata Kadetów
- 2013: Najlepszy przyjmujący Mistrzostw Świata U-23
- 2016: Najlepszy przyjmujący Klubowych Mistrzostw Azji
- 2018: Najlepszy przyjmujący Klubowych Mistrzostw Świata
- 2019: MVP finałowego turnieju Pucharu CEV
- 2019: MVP i najlepszy przyjmujący Mistrzostw Europy